# Discografia de All Saints
Esta lista mostra a discografia de All Saints, um girl group inglês-canadense, compõe-se de quatro álbuns de estúdio, dois álbum de compilação, catorze singles, e dois vídeo álbuns.
As All Saints venderam ao todo 12 milhões de cópias em todo mundo.

## Álbums

### Álbuns de estúdio
| Álbum                                                                                  | Lançamento                                                                                         | Posições | Posições | Posições | Posições | Posições | Posições | Posições | Posições | Posições | Posições | Certificações                                                                                   |                                                     |  |
| Álbum                                                                                  | Lançamento                                                                                         | UK       | AUS      | CAN      | FRA      | GER      | NL       | NZ       | SWE      | SWI      | US       | Certificações                                                                                   | Vendas                                              |  |
| All Saints                                                                             | - Lançamento: 24 de Novembro de 1997 - Gravadora: London - Formato: CD, digital download, cassette | 2        | 4        | 10       | 19       | 12       | 10       | 2        | 13       | 3        | 40       | - UK: 5× Platina - AUS: 2× Platina - CAN: 3× Platina - NZ: Platina - SWI: Platina - US: Platina | - : 1,500,000 - : 1,000,000 - : 140,000 - : 300,000 |  |
| Saints & Sinners                                                                       | - Lançamento: 14 de Outubro de 2000 - Gravadora: London - Formato: CD, digital download, cassette  | 1        | 20       | —        | 36       | 14       | 16       | 8        | 10       | 7        | —        | - UK: 2× Platina - AUS: Ouro                                                                    | - : 600,000                                         |  |
| Studio 1                                                                               | - Lançamento: 13 de Novembro de 2006 - Gravadora: Parlophone - Formato: CD, digital download       | 40       | —        | —        | —        | —        | —        | —        | —        | 73       | —        | - UK: Ouro                                                                                      |                                                     |  |
| Red Flag                                                                               | - Lançamento: 8 de Abril de 2016 - Gravadora: London - Formato: CD, digital download, LP           | 3        | 77       | —        | 219      | —        | 89       | —        | —        | 70       | —        |                                                                                                 |                                                     |  |
| "—" denota álbuns que não entraram nas paradas musicais ou não foram lançados no país. | |          |          |          |          |          |          |          |          |          |          |                                                                                                 |                                                     |  |

### Coletâneas
| Ano  | Álbum | Posições | Posições | Posições | Posições | Posições | Posições | Posições | Posições | Posições | Vendas e Certificações                |
| Ano  | Álbum | UK       | IRL      | SUI      | NZL      | NOR      | AUT      | HOL      | AUS      | BRA      | Vendas e Certificações                |
| ---- | --- | -------- | -------- | -------- | -------- | -------- | -------- | -------- | -------- | -------- | ------------------------------------- |
| 1998 | The Remix Album - Lançamento: 29 de dezembro de 1998 - Formatos: CD, download digital                          | 104      | -        | -        | -        | -        | -        | -        | 27       | -        | - Vendas Totais: 100.000              |
| 2001 | All Hits - Lançamento: 15 de novembro de 2001 - Formatos: CD, download digital                                 | 18       | 38       | 51       | 24       | -        | -        | -        | -        | 8        | - Vendas Totais: 1.000.000 - UK: Ouro |
| 2010 | Pure Shores: The Very Best of All Saints - Lançamento: 27 de setembro de 2010 - Formatos: CD, download digital | -        | -        | -        | -        | -        | -        | -        | -        | -        | - Vendas Totais: 10.000               |

## Singles
| Canção                                                                                  | Ano  | Posição nos charts | Posição nos charts | Posição nos charts | Posição nos charts | Posição nos charts | Posição nos charts | Posição nos charts | Posição nos charts | Posição nos charts | Posição nos charts | Certificação                                                           | Álbum            |
| Canção                                                                                  | Ano  | UK                 | AUS                | CAN                | FRA                | GER                | NL                 | NZ                 | SWE                | SWI                | US                 | Certificação                                                           | Álbum            |
| --------------------------------------------------------------------------------------- | ---- | ------------------ | ------------------ | ------------------ | ------------------ | ------------------ | ------------------ | ------------------ | ------------------ | ------------------ | ------------------ | ---------------------------------------------------------------------- | ---------------- |
| "I Know Where It's At"                                                                  | 1997 | 4                  | 12                 | 2                  | 20                 | 71                 | 52                 | 8                  | 37                 | 25                 | 36                 | - AUS: Ouro                                                            | All Saints       |
| "Never Ever"                                                                            | 1997 | 1                  | 1                  | 4                  | 4                  | 18                 | 4                  | 1                  | 3                  | 4                  | 4                  | - UK: 2× Platina - AUS: 2× Platina - BEL: Ouro - SWE: Ouro - SWI: Ouro | All Saints       |
| "Under the Bridge"/"Lady Marmalade"                                                     | 1998 | 1                  | 5                  | 11                 | 31                 | 37                 | 18                 | 4                  | 16                 | 24                 | —                  | - UK: Ouro - AUS: Ouro                                                 | All Saints       |
| "Under the Bridge"/"Lady Marmalade"                                                     | 1998 | 1                  | 5                  | 11                 | 28                 | 37                 | 18                 | 4                  | 16                 | 45                 | —                  | - UK: Ouro - AUS: Ouro                                                 | All Saints       |
| "Bootie Call"                                                                           | 1998 | 1                  | 59                 | —                  | —                  | —                  | 8                  | —                  | 31                 | —                  | —                  | - UK: Prata                                                            | All Saints       |
| "War of Nerves"                                                                         | 1998 | 7                  | —                  | —                  | —                  | —                  | 79                 | 50                 | —                  | —                  | —                  | - UK: Prata                                                            | All Saints       |
| "Pure Shores"                                                                           | 2000 | 1                  | 4                  | 35                 | 6                  | 14                 | 10                 | 2                  | 10                 | 6                  | —                  | - UK: Platina - AUS: Platina - FRA: Ouro - NZ: Ouro - SWE: Ouro        | Saints & Sinners |
| "Black Coffee"                                                                          | 2000 | 1                  | 20                 | —                  | 33                 | 31                 | 24                 | 7                  | 8                  | 28                 | —                  | - UK: Prata                                                            | Saints & Sinners |
| "All Hooked Up"                                                                         | 2001 | 7                  | —                  | —                  | —                  | —                  | 95                 | 50                 | —                  | 96                 | —                  |                                                                        | Saints & Sinners |
| "Rock Steady"                                                                           | 2006 | 3                  | 98                 | —                  | —                  | 40                 | 52                 | 38                 | 41                 | 37                 | —                  |                                                                        | Studio 1         |
| "One Strike"                                                                            | 2016 | 115                | —                  | —                  | —                  | —                  | —                  | —                  | —                  | —                  | —                  |                                                                        | Red Flag         |
| "This Is A War"                                                                         | 2016 | —                  | —                  | —                  | —                  | —                  | —                  | —                  | —                  | —                  | —                  |                                                                        | Red Flag         |
| "One Woman Man"                                                                         | 2016 | —                  | —                  | —                  | —                  | —                  | —                  | —                  | —                  | —                  | —                  |                                                                        | Red Flag         |
| "—" denota singles que não entraram nas paradas musicais ou não foram lançados no país. |      |                    |                    |                    |                    |                    |                    |                    |                    |                    |                    |                                                                        |                  |

### Singles promocionais
| Canção                                  | Ano  | Posição | Álbum      |
| Canção                                  | Ano  | UK      | Álbum      |
| --------------------------------------- | ---- | ------- | ---------- |
| "Silver Shadow"                         | 1994 | 92      | —          |
| "Let's Get Started"                     | 1995 | —       | —          |
| "If You Want to Party (I Found Lovin')" | 1997 | —       | All Saints |
| "Chick Fit"                             | 2007 | 256     | Studio 1   |
| "One Woman Man"                         | 2016 | 192     | Red Flag   |

## Videoclipes
| Year | Single                                  |
| ---- | --------------------------------------- |
| 1995 | "Silver Shadow"                         |
| 1995 | "Let's Get Started"                     |
| 1997 | "I Know Where It's At"                  |
| 1997 | "If You Want to Party (I Found Lovin')" |
| 1997 | "Never Ever"                            |
| 1998 | "Under the Bridge"                      |
| 1998 | "Lady Marmalade"                        |
| 1998 | "Bootie Call"                           |
| 1998 | "War of Nerves"                         |
| 1998 | "Never Ever" (US version)               |
| 2000 | "Pure Shores"                           |
| 2000 | "Black Coffee"                          |
| 2000 | "All Hooked Up"                         |
| 2006 | "Rock Steady"                           |
| 2006 | "Chick Fit"                             |
| 2006 | "Not Eazy"                              |
| 2016 | "One Strike"                            |
| 2016 | "This Is A War"                         |